# 香港盛事經濟
2024年香港特區政府重點推廣旅游經濟，通過舉辦各類大型盛事活動帶動旅游、酒店、餐飲、零售等行業，為香港帶來巨大的經濟效益，例如每月于維多利亞港舉辦煙花及無人機匯演，落實「香港無處不旅遊」的理念。1月26日下午 ，香港財政司副司長黃偉綸宣佈成立跨部門的盛事統籌協調組，推動香港舉辦各類盛事活動。2024年上半年，香港特區政府共推出80多項盛事經濟項目。據估計，特區政府2024年全年舉辦的盛事活動超過200項，估計將吸引170萬名旅客參與，可望帶動約72億元的消費需求，經濟價值約43億元。

## 特色項目

### 「繽紛香港」大型無人機燈光秀
2024年1月27日至28日，約1000部無人機在維港上空組成各種圖案，首個圖案為世界地圖，其他包括飛龍（圖）、海洋公園、粵劇花旦、霓虹燈招牌及龍飛鳳舞等圖案，尾段無人機在空中組成「夢幻香江 魅力都市」字樣，之後再組成一個二維碼，游客可用手機掃描便可接收「香港好去處」資訊。

### 2024年農曆新年煙花匯演
2024年煙花匯演的主題為「龍年百業旺、盛事中華強」，歷時23分鐘，共分8幕，由三艘躉船發放23,888枚煙花彈。2024年農曆新年煙花匯演定於年2月11日晚上8時在維多利亞港上空舉行，暌違四年再度與市民共賀新春。

### Chubby Hearts Hong Kong
由著名設計師Anya Hindmarch構思、香港設計中心策展的「Chubby Hearts Hong Kong」由2月14日至24日期間於中環皇后像廣場等約20個地點進行了30場展示，共吸引超過70萬名市民及遊客觀賞。

### 香港國際七人欖球賽
4月5日至7日，「國泰／滙豐香港國際七人欖球賽」在香港大球場舉行，合共72場球賽上演。另外，場內每天呈獻超過一小時的現場音樂表演，4萬名現場球迷將欣賞世界級賽事。2025年比賽將會移師啟德體育園的主場館進行。

### 香港潑水節
為慶祝泰國傳統節日「潑水節」，香港舉辦多個潑水節活動，除了在有「小曼谷」之稱的九龍城舉辦「龍城美食潑水『泰』繽紛」嘉年華外，荔枝角亦將於4月上演「香港潑水節2024」，市民可免費入場參與泰國特色市集、泰式按摩、街頭小食、拳王表演。

### 多啦A夢無人機匯演
全球首場「多啦A夢」無人機匯演於5月25日晚7時30分在尖沙咀海濱一帶上演，匯演約有1000架無人機，表演全長15分鐘之內。為爭取最佳位置觀賞無人機匯演，有多啦A夢粉絲提早3小時到場「霸頭位」，並帶同心愛的多啦A夢公仔應援。

### 2024香港國際龍舟邀請賽
6月15日至16日，「2024香港國際龍舟邀請賽」於尖東海旁舉行，有來自12個國家或地區的170支隊伍參賽，4000名健兒競逐17項賽事。旅發局在維港兩岸舉辦一系列節目，包括首次於尖沙咀星光大道擺設美食街，並設有「LINE FRIENDS」角色打卡位及限定商品店，滿足觀賽市民和遊客一站式「食買玩」需要。15日於灣仔海旁舉行海上煙火表演，將端午節及龍舟賽的節日盛事氣氛推上高峯。

## 各方反應
- 夏寶龍表示，在香港由治及興的新階段，發展好旅遊業對全力拼經濟、謀發展非常重要。香港要樹立「香港無處不旅遊」的理念，充分發掘香港豐富的旅遊資源，把香港「最佳旅遊目的地」的金字招牌擦得更亮。中央將繼續全力支持香港旅遊業發展。[13]
- 行政長官李家超稱贊「香港無處不旅遊」這個概念，亦是當局正在推廣的事，強調文體旅局及旅發局會繼續努力推動相關的工作，希望業界要主動創新及求變，令旅客有好的體驗，將香港打造成好客之都。[14]
- 杨润雄表示，内地旅客喜欢「深度游」去很多不同地方而非传统景点，当局要充分利用本港不同特色，制造很多体验和经验予旅客，實現「香港無處不旅遊」。面对旅客习惯转变，香港一定要变，迎合潮流接受挑战，利用不同地区特色发掘景点，并提升服务质素。[15]

## 爭議
行政會議召集人、新民黨立法會議員葉劉淑儀質疑香港近期舉辦多達數百項大型盛事，吸引力和吸金力參差，難以稱之為盛事。